# 斯維亞加河
斯維亞加河是俄羅斯的河流，位於烏里揚諾夫斯克州和韃靼斯坦共和國，屬於伏爾加河的右支流，河道全長375公里，流域面域16,700平方公里，注入喀山以西的古比雪夫水庫，河流在11月至5月結冰，河畔城鎮有烏里揚諾夫斯克。